# جومه بوزا
جومه بوزا (انگلیسی: Jaume Bauzà؛ زادهٔ ۱۵ فوریهٔ ۱۹۵۹) بازیکن فوتبال اهل اسپانیا است.
از باشگاه‌هایی که در آن بازی کرده‌است می‌توان به باشگاه ورزشی رئال مایورکا اشاره کرد.